# Трудовец
Трудовец е село в Западна България. То се намира в община Ботевград, Софийска област.

## География
Село Трудовец е разположено в Ботевградската котловина, на 3 km източно от Ботевград и на 63 km от столицата София, върху равнинен терен на обща площ от близо 40 000 декара. През землището му протичат няколко реки, които събират водите си извън селото в река Калница. В близост се издигат планински възвишения покрити с широколистни и иглолистни гори.

## История
Районът на селото е обитаван от дълбока древност, свидетелство за което са откритите археологически материали, няколко могили и части от зидария. През античността край него минава път от Ескус за Сердика и Монтана. Има данни, че първоначално селището е разположено в подножието на южните планински хълмове, а по-късно е преместено на днешното място. От средновековната епоха запазено предание гласи, че в боя с турските нашественици от края на XIV век участва и местното население, като са оставени само по една жена на 40 деца.
В турските данъчни регистри от средата на XV век е отбелязано селище със 17 домакинства под името Одрец, което е тимар на сина на Алтунташ. През следващите векове името на тимариота се налага трайно. Наред с него в съхранено четвероевангелие има преписка от 1669 г., в която се споменава село Лъжане. Етимолозите свързват произхода на името със старобългарската дума „лъгъ“ малка гора, дребак на ниско, вълнообразно място и „лъка“ мочурлива местност. От хайдушкото движение в народната памет е запазен споменът за Драгой войвода, който води упорита борба, в защита на местното българско население.
През 1829 г. поп Георги отваря едно от първите училища в района. Първоначално то се помещава в частни къщи, а по-късно в притвора на църквата „Архангел Михаил“. В 1863 г. е построена специална сграда предназначена за обучение на децата. Георги Попиванов оставя справка за образованието три години по-късно, според която в училището се обучават 140 ученици.
По време на националноосвободителните войни в Лъжане е създаден революционен комитет, осъществяващ тесен контакт с Орханийския комитет, Васил Левски и Димитър Общи. В редовете на Българското опълчение от селото се включват четирима души. При отстъпването на турските военни части в хода на Руско-турската война от 1877 – 1878 г. Лъжане е подложено на ограбване от башибозук и черкези.
В края на XIX век динамичното развитие на селото създава възможност за разгръщане на културно-просветна дейност. През 1890 г. в училищната сграда е открито читалище под името „Извор“. Към него е създадена библиотека, обслужвана от учителите и театрална група. В 1900 г. е построена училищна сграда с 6 учебни стаи, две за канцелария и кабинет, а 22 години по-късно е открита прогимназия. През първото десетилетие на века е изградена с доброволен труд, средства и материали църквата „Свети Георги“. В края на 20-те години обществения живот на селото формират Подофицерско и Юнашко дружество и „Родна защита“. През 1931 г. е учредено физкултурно дружество „Шипка“.
След Освобождението се развива зеленчукопроизводство, овощарство, лозарство, скотовъдство. През 1908 г. в селото е докарана първата вършачка. Към 1930-те години препитание осигуряват циглената фабрика и двайсетина водни мелници. Занаятчийското производство характеризират няколко зидари, колари, железари, абаджии и обущари. Удобство на населението създават откритите бакалници. Селото се развива икономически. За улеснение на населението през 1940 г. е основана потребителна кооперация. През 1933 селото получава одобрение за финасиране от държавния фонд Кооперативни строежи на народни училища.
След Втората световна война жителите на селото се увеличават, за да достигнат през 1954 г. 2959 души. На 16 ноември 1950 г. Лъжене е преименувано в Трудовец. За кратък период са построени читалище, сграда на съвета, извършено е павиране. В средата на 1950-те години добивите от селскостопанска продукция възлизат на 17 250 kg зимна пшеница, 59 100 kg овес, 10 450 kg царевица.

## Обществени институции
- Кметство
- ОДЗ „Здравец“
- Училище „Любен Каравелов“
- Народно читалище „Никола Василев Ракитин 1890“
- Църква „Свети Георги“, чийто иконостас е дело на дебърски майстори от рода Филипови[4]

## Културни и природни забележителности
В село Трудовец е сниман българският филм „От нищо нещо".

## Икономика
На територията на селото функционират две промишлени предприятия. Едното е „Граммер“, подразделение на германска група, произвеждащо седалки за цялата гама превозни средства – от автомобил до самолет. Другото предприятие е на фирма „Бовис“ за преработка на плодове и мляко.

## Редовни събития
- 14 февруари – ден на лозаря
- 22 ноември – събор на селото

## Личности
- В селото се намира паметникът на писателя Никола Ракитин, който е и патрон на читалището.
- Георги Попиванов (1878 – 1963), български фолклорист
- Васил Цанов (1926 – 2007), български политик, министър на транспорта октомври 1973-септември 1988
- Васил Цанов (1922 – 1994), български политик – секретар на ЦК на БКП април 1981 – ноември 1989 и Председател на НАПС (министър на земеделието) април 1979 – април 1981 г.
- Стефан Цанов (р. 1928), български офицер, генерал-лейтенант от МВР

## Галерия
- Снимки от село Трудовец
- Училище „Любен Каравелов“
- Читалище „Никола Ракитин“
- Църквата „Свети Георги“
- Паметник на падналите във войните
- Паметник на партизаните
- Площадът в центъра
- Река Късица